# Jim Nabors
James Thurston Nabors, detto Jim (Sylacauga, 12 giugno 1930 – Honolulu, 30 novembre 2017), è stato un attore e cantante statunitense.
È noto principalmente per aver interpretato il personaggio di Gomer Pyle.

## Biografia
Nato in Alabama, dopo la laurea presso l'Università dell'Alabama, si spostò a New York e poi nel Tennessee, dove iniziò a lavorare nell'ambito del montaggio. Continuò in questo settore una volta spostatosi a Los Angeles, dove iniziò a cantare e recitare in alcuni locali.
Nabors fu scoperto da Andy Griffith mentre lavorava a Santa Monica (California) e si unì al The Andy Griffith Show, una serie televisiva andata in onda sulla CBS in cui interpretò appunto Gomer Pyle. Il suo personaggio fu anche omaggiato con uno spin-off intitolato Gomer Pyle, U.S.M.C. e andato in onda anch'esso sulla CBS dal 1964 al 1969. Nabors partecipò come ospite a diversi spettacoli di varietà televisivi negli anni '60 e '70, tra i quali The Carol Burnett Show.
Nel 1965 firmò un contratto discografico con Columbia Records e registrò da allora numerosi album e singoli. Verso la fine degli anni '70 incise per la Ranwood Records. Dal 1972 al 2014 cantò quasi ogni anno la canzone Back Home Again in Indiana prima della storica gara automobilistica 500 Miglia di Indianapolis, accompagnato dalla Purdue All-American Marching Band.
Negli anni '80 apparve in tre film aventi come protagonista Burt Reynolds, Il più bel casino del Texas (1982), Stroker Ace (1983) e La corsa più pazza d'America n. 2 (1984). Nel 1986 riprese il personaggio di Gomer Pyle nel film televisivo Return to Mayberry. Nel 1976 si trasferì a Honolulu (Hawaii) dove, dal 1997 al 2006, diede vita allo spettacolo teatrale A Merry Christmas with Friends and Nabors. Nel 1991 ricevette una stella presso la Hollywood Walk of Fame.

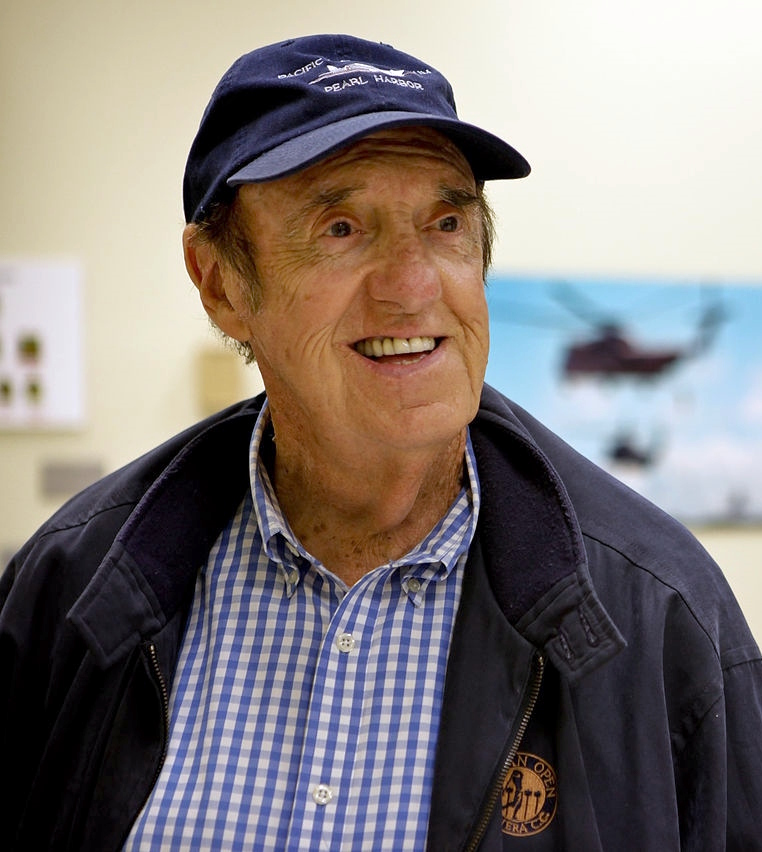
Nabors nel 2010

## Vita privata
Nel gennaio 2013 sposò il suo compagno da 38 anni, Stan Cadwallader a Seattle, un mese dopo che il matrimonio tra persone dello stesso sesso era diventato legale nello Stato di Washington. I due si erano conosciuti negli anni '70.
Nabors è morto nel 2017 all'età di 87 anni.

## Discografia parziale
- 1965 - Shazam! Gomer Pyle U. S. M. C.
- 1966 - Jim Nabors Sings Love Me with All Your Heart
- 1966 - Jim Nabors' Christmas Album
- 1967 - By Request
- 1967 - The Things I Love
- 1968 - Kiss Me Goodbye
- 1970 - Galveston
- 1970 - The Jim Nabors Hour
- 1970 - Everything is Beautiful
- 1970 - For The Good Times
- 1971 - Help Me Make it Through the Night
- 1971 - How Great Thou Art
- 1972 - The Way of Love
- 1972 - Man of La Mancha
- 1973 - The Twelfth of Never
- 1974 - Peace in the Valley
- 1976 - Old Time Religion
- 1976 - Town and Country
- 1977 - I See God
- 1977 - Sincerely

## Filmografia

### Cinema
- Prendila è mia (Take Her, She's Mine), regia di Henry Koster (1963) - non accreditato
- Il più bel casino del Texas (The Best Little Whorehouse in Texas), regia di Colin Higgins (1982)
- Stroker Ace, regia di Hal Needham (1983)
- La corsa più pazza d'America n. 2 (Cannonball Run II), regia di Hal Needham (1984)

### Televisione
Lista parziale.
- Mr. Smith Goes to Washington (1962)
- The Andy Griffith Show (1962-1964)
- Gomer Pyle, U.S.M.C. (1964-1969)
- The Jim Nabors Hour (1969-1971)
- The Carol Burnett Show (1967-1977)
- The Sonny & Cher Comedy Hour (1973-1974)
- The Lost Saucer (1976)
- The Jim Nabors Show (1978)
- Return to Mayberry (1986)